# Acacia saliciformis
Acacia saliciformis é uma espécie de leguminosa do gênero Acacia, pertencente à família Fabaceae.